# Гибрид овцы и козы
Гибрид овцы и козы — гибрид, полученный от скрещивания барана с козой или козла с овцой. Домашняя коза принадлежит к роду горных козлов, домашняя овца — к роду баранов. У козы 60 хромосом, а у овцы 54. Потомство, полученное в результате скрещивания, обычно бывает мертворожденным.

## Случаи успешной гибридизации
В 2000 году в Ботсване родился гибрид мужского пола — потомство барана и козы. Гибрид был кастрирован в 10 месяцев, на момент составления описания ему было 5 лет. Анализ кариотипа показал, что особь имеет 57 хромосом — промежуточное число между количеством хромосом овцы (54) и козы (60). Гибрид в 5 лет весил 93 кг. Средний вес кастрированных баранов того же возраста — 53,73±13,83 кг. Гибрид имел грубую шерсть, но мягкий подшёрсток, длинные козлиные ноги и тяжёлое баранье тело. Несмотря на то, что гибрид был бесплоден, у него было очень активное либидо. Когда это стало помехой, его кастрировали.
В Новой Зеландии был случай получения гибрида женского пола, тоже от барана и козы, и тоже с 57 хромосомами. Этот гибрид был бесплодным.
Во Франции аналогичный гибрид смог выносить потомство от барана. Один плод оказался мертворожденным, второй плод был мужского пола и имел 54 хромосомы.
В России в Нижегородской области Ирина Михайловна Немеш в своём хозяйстве получала потомство от козла и овец. Она дала получившимся гибридам название — «базлы» (бараны + козлы). Гибриды вырастали крупнее, чем овцы. Взрослые базлы с виду походили больше на овец, шерсть напоминала шерсть кавказских овчарок, подшёрстка меньше, и линяли весной как козы. Из 12 голов базлов только 3 были самцами. У них наблюдалось повышенное либидо, несмотря на бесплодие.